# Pigalle (Métro Paris)

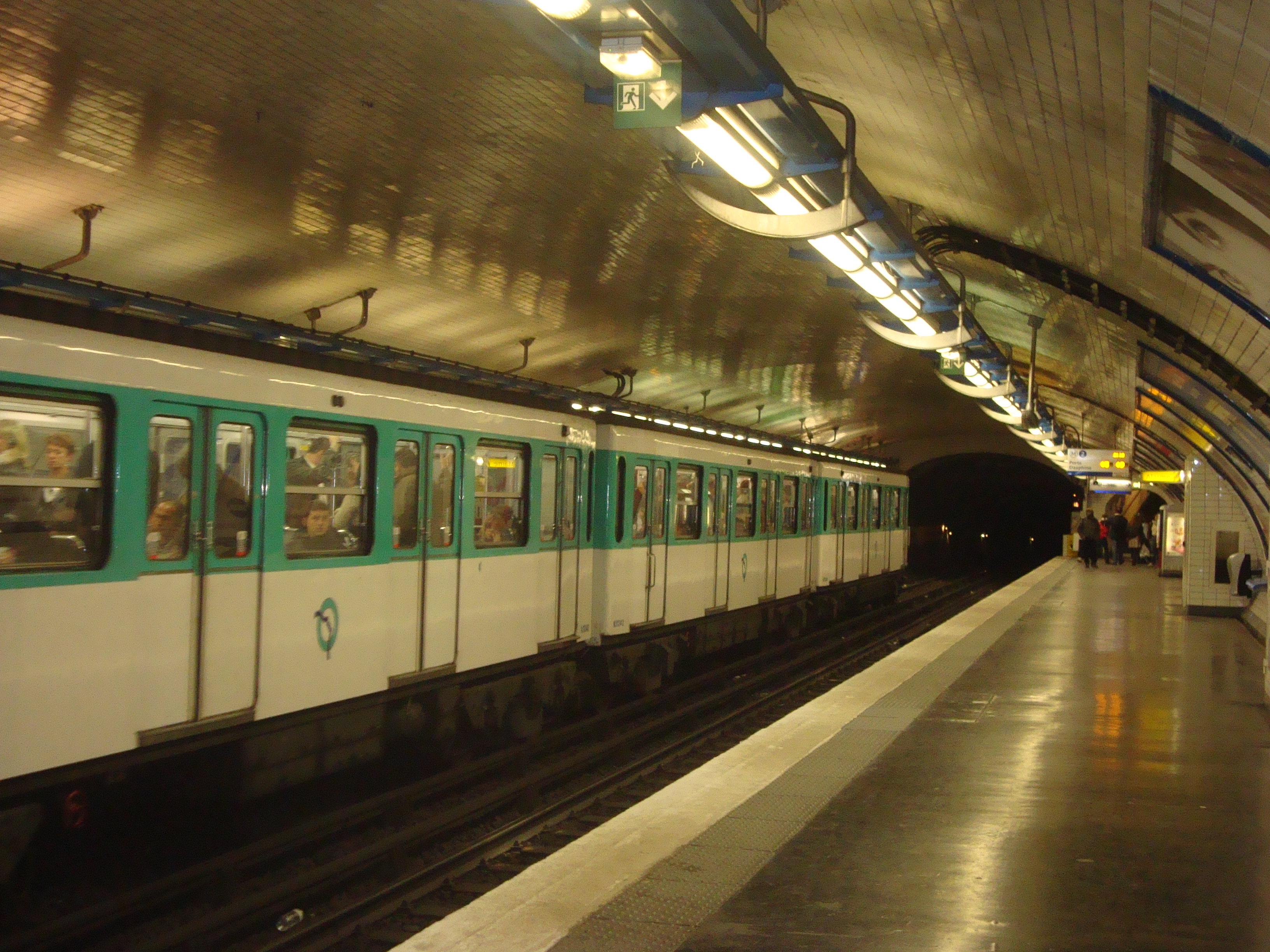
Station der Linie 2 mit Zug der Baureihe MF 67

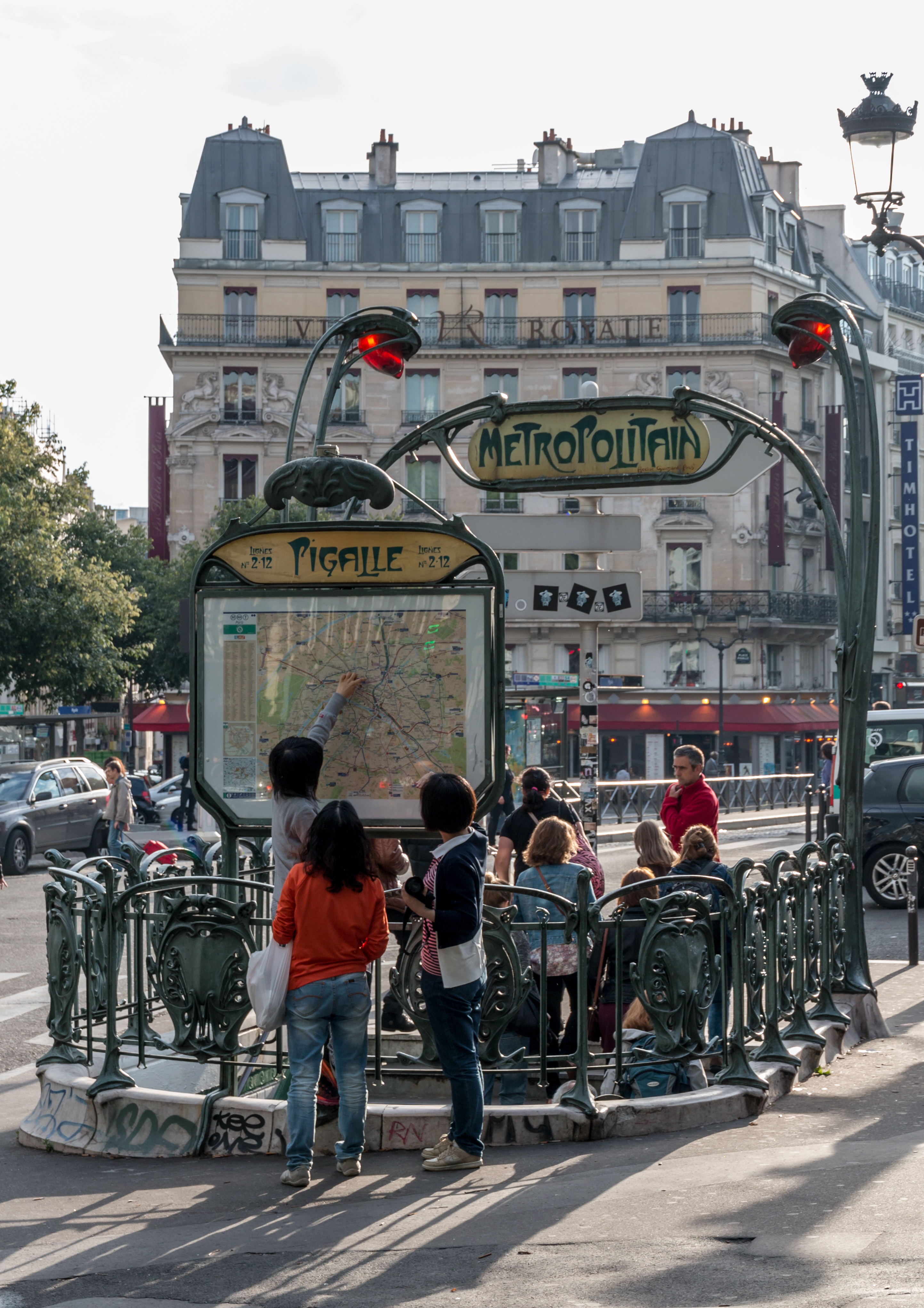
Guimard-Zugang im Stil des Art nouveau

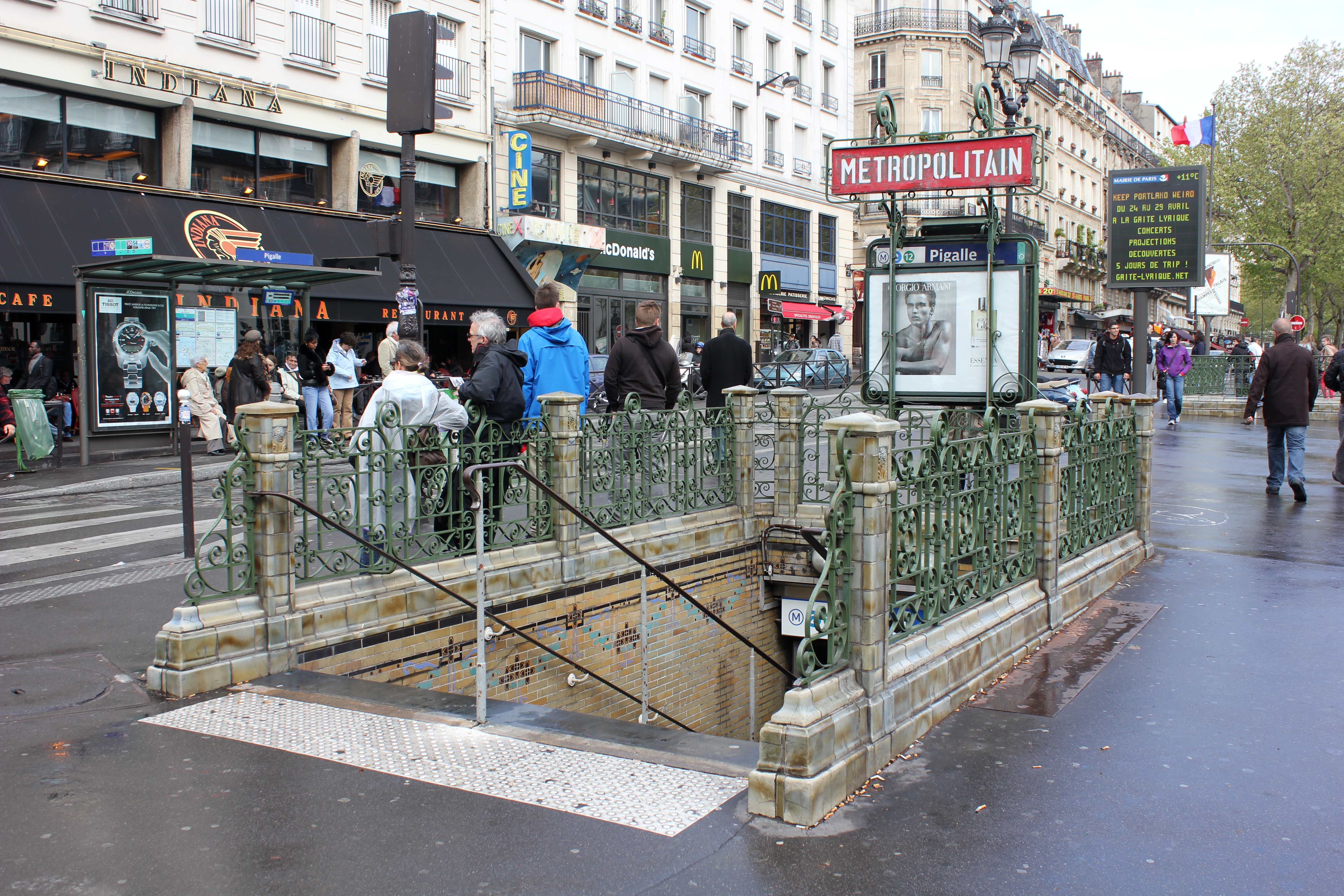
Von Adolphe Dervaux gestalteter Zugang, das Schild METROPOLITAIN ersetzte 1930 den ursprünglichen Schriftzug NORD-SUD

Pigalle [piɡal] ist ein unterirdischer Umsteigebahnhof der Pariser Métro. Er wird von den Linien 2 und 12 bedient.

## Lage
Der U-Bahnhof befindet sich an der Grenze des Quartier Saint-Georges im 9. Arrondissement zu den Quartiers des Grandes-Carrières und de Clignancourt des 18. Arrondissements von Paris. Die Station der Linie 2 liegt längs unter dem Boulevard de Clichy östlich des Platzes Place Pigalle, die der Linie 12 unter dem Platz sowie südlich davon unter der Rue Frochot.

## Name
Die Station ist nach der Place Pigalle benannt, diese wiederum nach dem Bildhauer Jean-Baptiste Pigalle (1714–1785), dessen Werkstatt in der nach Süden abgehenden heutigen Rue Jean-Baptiste Pigalle lag.

## Geschichte und Beschreibung
Die Station wurde am 7. Oktober 1902 in Betrieb genommen, als der Abschnitt der Linie 2 Nord von Étoile (seit 1970: Charles de Gaulle – Étoile) nach Anvers der Compagnie du chemin de fer métropolitain de Paris (CMP) in Betrieb genommen wurde. Der Zusatz „Nord“ entfiel am 14. Oktober 1907, die Linie trägt seitdem nur noch die Nummer 2.
Die Station der heutigen Linie 12 wurde als Linie A von der konkurrierenden Gesellschaft Société du chemin de fer électrique souterrain Nord-Sud de Paris (Nord-Sud) gebaut und am 8. April 1911 eröffnet. Nach der Übernahme der Nord-Sud durch die CMP im Jahr 1930 erhielt die Linie die Nummer 12.
Die 75 Meter lange Station der Linie 2 liegt unter einem elliptischen Gewölbe in geringer Tiefe unter dem Straßenniveau. Sie weist zwei Seitenbahnsteige an zwei Streckengleisen auf. Die Decke und die Wände sind weiß gefliest, die Seitenwände folgen der Krümmung der Ellipse.
Von der Station der Linie 12 wird die Linie 2 westlich deren Station nahezu rechtwinklig unterquert. Erstere ist ähnlich aufgebaut, liegt aber in einer Kurve. Der Bauweise der Nord-Sud entsprechend verlaufen ihre Seitenwände im unteren Bereich geradlinig vertikal. Zudem ist sie geringfügig höher, da für die Stromversorgung der Triebwagen an der Zugspitze ursprünglich eine Oberleitung installiert war. Wie alle Nord-Sud-Stationen wurde sie optisch aufwendiger als jene der CMP gestaltet, präsentiert sich heute aber deutlich schlichter. Die Wände sind ohne Zierrat weiß gefliest, die Deckenfliesen wurden entfernt.
Der erstgebaute Zugang öffnet sich zur Westseite des Platzes. Er ist weitgehend im Original erhalten und steht seit 1978 unter Denkmalschutz. Hector Guimard gestaltete ihn seinerzeit im Stil des Art nouveau. Das Design der Zugänge zur Station der Linie 12 entwarf Adolphe Dervaux.

## Fahrzeuge

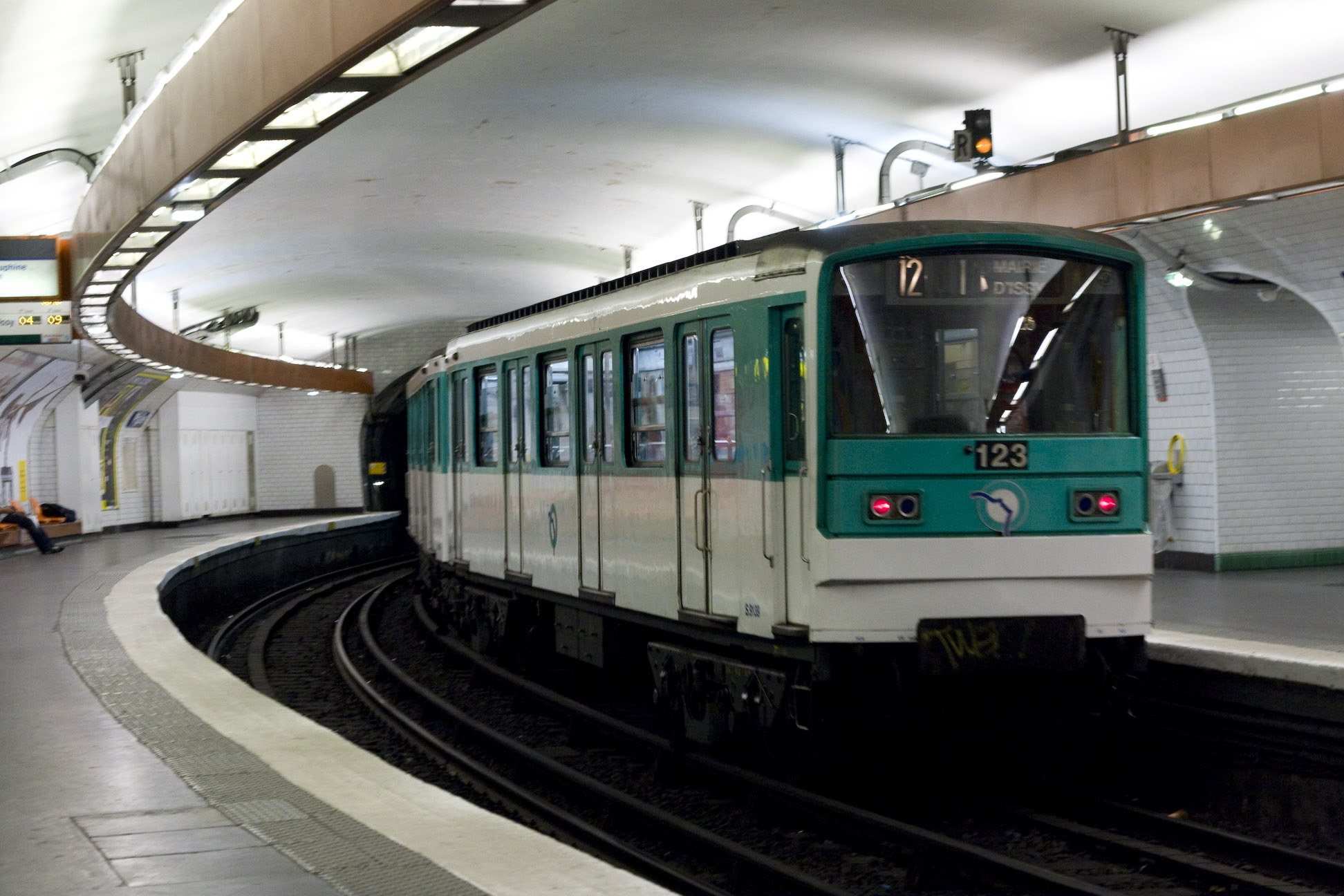
MF-67-Zug in der Station der Linie 12

Zunächst hatten auf der Linie 2 Nord Züge verkehrt, die aus zweiachsigen Fahrzeugen gebildet wurden. Von 1914 bis 1981 wurde die Linie 2 von Zügen der Bauart Sprague-Thomson befahren. Da sie mittelfristig nicht auf gummibereifte Fahrzeuge umgestellt werden sollte, kam ab 1979 die Baureihe MF 67 auf die Strecke, die ihre Vorgänger innerhalb von zwei Jahren vollständig ablöste. Seit 2008 kommen Serienfahrzeuge der Baureihe MF 01, mittlerweile ausschließlich, in der Station der Linie 2 zum Einsatz.
Auf der Linie 12 verkehrten zunächst Züge der Nord-Sud-Bauart Sprague-Thomson, die sich in mehreren Punkten von den Sprague-Thomson-Fahrzeugen der CMP unterschieden. Auffallendes Merkmal war die Stromversorgung des führenden Triebwagens mittels eines Pantographen. Nach der Übernahme der Nord-Sud durch die CMP wurde diese Betriebsform in den 1930er Jahren aufgegeben. In den 1970er Jahren schieden die Nord-Sud-Züge zugunsten der Sprague-Thomson-Regelbauart aus, 1977 kamen dann moderne Züge der Baureihe MF 67 auf die Strecke.

## Umgebung
Pigalle ist auch Namensgeber des gleichnamigen Vergnügungsviertels, in dessen Zentrum sich der Platz und der U-Bahnhof befinden.